# Wassyl Barka

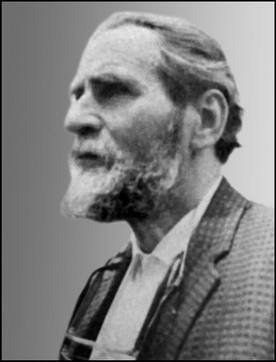
Wassyl Barka

Wassyl Barka (ukrainisch Василь Барка, Geburtsname Василь Костянтинович Очерет Wassyl Kostjantynowytsch Otscheret, weiteres Pyeudomyn Іван Вершина Iwan Werschyna; * 16. Juli 1908 in Solonyzja, Gouvernement Poltawa, Russisches Kaiserreich; † 11. April 2003 in Liberty, New York, Vereinigte Staaten) war ein ukrainischer Dichter der Moderne, Prosa-Schriftsteller, Essayist, Literaturkritiker und Übersetzer.

## Leben
Wassyl Barka kam als Wassyl Kostjantynowytsch Otscheret in Solonyzja in der heute ukrainischen Oblast Poltawa als Sohn einer von Kosaken abstammenden Familie zur Welt. Er besuchte das Theologische Seminar in Lubny und absolvierte dort 1927 die Pädagogische Hochschule. Anschließend unterrichtete er  Physik und Mathematik in Popasna im Bezirk Bachmut im Donbass.
Von 1928 an lehrte er die Geschichte Westeuropas und die Literatur des Mittelalters an der philologischen Fakultät der Universität Krasnodar und war zudem am Krasnodarer Kunstmuseum tätig. Seine ersten Gedichte wurden 1929 mit Unterstützung von Pawlo Tytschyna publiziert. In den Jahren 1933/34 starb er fast an Hunger. Er verteidigte 1940 in Moskau seine Dissertation und hielt anschließend Vorlesungen über die Geschichte der westeuropäischen Literatur an der philologischen Fakultät der Universität Rostow.
1941 wurde er Frontsoldat der Roten Armee. Nach einer Verletzung am 10. August 1942 war er lange Zeit krank. Er wurde von den Deutschen im Kuban-Gebiet gefangen genommen und kam nach Berlin, wo er mit Unterstützung von Bohdan-Jurij Krawziw (Богдан-Юрій Миколайович Кравців; 1904–1975) als Korrektor der Zeitschrift „Голос“ (Stimme) arbeitete. Er emigrierte 1950 in die Vereinigten Staaten und ließ sich in New York nieder. Dort arbeitete er am Existenzminimum als Feuerwehrmann und Fensterputzer. Obwohl er an Angina litt und halb blind war, schrieb er Artikel zur Literaturgeschichte sowie religiöse Essays und stand der New Yorker Gruppe ukrainischer Dichter nahe. Im Jahr 1981 erhielt Barka den Antonowytsch-Preis. Er starb 94-jährig bei New York.

## Werk
Bei seinen pantheistischen Naturbeschreibungen und seiner volkstümlichen Sprache orientierte er sich an den frühen Werken Pawlo Tytschynas. Barka war Verfasser zahlreicher Sammlungen philosophischer und mystischer Gedichte. Diese entwickelten und wuchsen von seinen frühen lyrischen Sammlungen durch eine biblisch inspirierte Intensivierung zu seinem monumentalen epischen Roman mit 4000 Strophen von 1981. Eine Sammlung ausgewählter Gedichte wurde 1968 und 1992 in einer erweiterten Ausgabe herausgegeben und seine in den 1980er Jahren geschriebenen monumentalen poetische Werke wurden in den 1990er Jahren in der Ukraine publiziert.
Seine von lyrischen und volkstümlichen Redewendungen geprägte Prosa besitzt einen eher statischen Erzählfluss. Er schrieb 1953 seinen ersten Roman Rai (Paradies), der vom „sowjetischen Paradies“ handelte. Der nächste Roman von ihm „Schowtyj knjas“ (Жовтий князь, Der Gelbe Prinz, 1962, 1968), befasste sich mit dem Holodomor von 1932/33 und wurde 1981 ins Französische übersetzt. Er diente Oles Jantschuk 1993 als Grundlage für seinen Film Голод-33 Holod-33. 1992 wurde sein dritter und letzter Roman Spokutnyk i kliuchi zemli (Der Büßer und die Schlüssel zur Erde) veröffentlicht. Er übersetzte Shakespeares Tragödie King Lear (1969) sowie Fragmente von Dantes Göttlicher Komödie (1979) ins Ukrainische.